# Berliner Fußball-Club Dynamo
El Berliner Fußball-Club Dynamo és un club de futbol alemany de la ciutat de Berlín.

## Història
El club és hereu del fundat el 1949 amb el nom de Sportgemeinde Deutsche Volkspolizei Berlin. El 1953 assumí la plaça del SC Volkspolizei Potsdam a la lliga de la RDA. Finalment ambdós clubs s'uniren el 27 de març de 1953 en la societat Sportvereinigung Dynamo que creà el club de futbol SG Dynamo Berlin, que fou reanomenat Sport Club Dynamo Berlin l'1 d'octubre de 1954.
El club fou refundat el 15 de gener de 1966 com a BFC Dynamo Berlin. Els membres del club Dynamo Dresden, un dels millors clubs de la RDA del moment, foren obligats a unir-se al club de Berlín amb la intenció de crear un club fort, restant el de Dresden com a segon equip.
El club guanyà 10 títols consecutius a la RDA entre 1979 i 1988 sovint acusat de ser afavorit pels àrbitres i el sistema.
Després de la reunificació alemanya el 1990 el club fou reanomenat FC Berlin en un intent d'allunyar-se del passat, però el 1999 retornà al seu nom BFC Dynamo. El club però no assolí bons resultats i baixà a les categories inferiors del futbol alemany.

## Palmarès
- Lliga de la RDA de futbol:  1979, 1980, 1981, 1982, 1983, 1984, 1985, 1986, 1987, 1988
- Copa de la RDA de futbol: 1959, 1988, 1989
- Supercopa de la RDA de futbol: 1989
- Copa Paul Rusch (Copa de Berlín): 1999
- NOFV-Oberliga Nord: 1992, 2002
- Verbandsliga Berlín: 2004

## Jugadors destacats
| - Christian Backs (1973–1991) - Thomas Doll (1986–1990) - Lutz Eigendorf † (-1979) - Rainer Ernst (1975–1990) - Falko Götz (1971–1983) - Werner Heine (1955–1966) - Hendrik Herzog (1981–1991) - Waldemar Ksienzyk (1984–1991) | - Reinhard Lauck † (1973–1980) - Jörn Lenz (1985-1992, 1994, 1998-2001, 2003-2008) - Werner Lihsa (1967–1975) - Wolf-Rüdiger Netz (1971–1984) - Michael Noack (1974–1984) - Frank Pastor (1984-1989) - Burkhard Reich (1986–1991) - Hans-Jürgen Riediger (1970–1983) | - Frank Rohde (1971–1990) - Bodo Rudwaleit (1969–1990) - Günter Schröter (1954–1963) - Bernd Schulz (1980-1989)) - Frank Terletzki (1966–1986) - Andreas Thom (1974–1990) - Norbert Trieloff (1972–1987) - Rainer Troppa (1976-1989) |

## Entrenadors destacats
| - Helmut Petzold 1954-1956 (de Dynamo Dresden) - Istvan Orczifalvi/Fritz Bachmann 1957–1958 - Fritz Bachmann 1959 - Janos Gyarmati 1961-62 - Fritz Gödicke 1962-1965 - Karl Schäffner 1965-66 - Bela Volentik 1966-67 - Karl Schäffner 1967-1969 - Hans Geitel 1969-1971 - Günter Schröter 1972-73 - Harry Nippert 1974-1977 | - Jürgen Bogs 1977-1989 - Helmut Jäschke 1989-90 - Peter Rohde 1989-1991 - Jürgen Bogs 1990-1994 - Helmut Koch 1994-1996 - Werner Voigt 1996-1998 - Ingo Rentzsch 1997-98 - Henry Häusler 1998-99 - Klaus Goldbach 1999-2000 - Jürgen Bogs 2000-01 - Dirk Vollmar 2002-03 | - Sven Orbanke 2002-04 - Christian Backs 2004-05 - Bodo Rudwaleit 2004-05 - Rajko Fijalek 2004-05 - Jürgen Piepenburg 2005-06 - Rajko Fijalek 2006-07 - Nico Thomaschewski, Jörn Lenz 2006-07 - Ingo Rentzsch 2006-07 - Nico Thomaschewski, Jörn Lenz 2006-07 - Volkan Uluc 2007- |